# Hatogaya (Saitama)
Hatogaya (鳩ヶ谷市 Hatogaya-shi?) es una ciudad que se encuentra en Saitama, Japón.
Según datos de 2003, la ciudad tiene una población estimada de 56.183 habitantes y una densidad de 9.032,64 personas por km². El área total es de 6,22 km².
La ciudad fue fundada el 1 de marzo de 1967.